# Рястка причорноморська
Рястка причорноморська, рястка понтична (Ornithogalum ponticum) — вид рослин із родини холодкових (Asparagaceae), що зростає у Криму, Північному Кавказі, Південному Кавказі.

## Біоморфологічний опис
Багаторічна рослина 30–70 см заввишки. Листки лінійні, 5–7 мм завширшки. Суцвіття 30–50-квіткова. Листочки оцвітини 12–15 мм завдовжки, зовні з б.-м. широкою зеленою смужкою. Період цвітіння: червень — липень.

## Середовище проживання
Зростає у Криму, Північному Кавказі, Південному Кавказі. 
В Україні вид зростає на схилах, біля доріг — у Криму, досить звичайно.